# Cesare Casiraghi
Cesare Casiraghi (Biassono, 4 agosto 1957) è un pubblicitario e imprenditore italiano, fondatore e direttore creativo dell'agenzia di comunicazione integrata “casiraghi greco&”.

## Biografia

### Gli inizi
Dopo la laurea con indirizzo musicale conseguita al DAMS di Bologna nel 1981, nello stesso anno inizia la sua carriera pubblicitaria come copywriter in STZ, con Fritz Tschirren direttore creativo e art director.

### Il salto nelle agenzie internazionali
Nel 1986 passa all'agenzia di pubblicità internazionale Euro RSCG (oggi Havas Worldwide) dove con l'art director inglese Jamie Ambler, lavora sulle campagne per Citroen, Club Med, TDK, Illycaffè e Braun.

### Gli anni da direttore creativo
Nel 1990 diventa direttore creativo nell'agenzia pubblicitaria GGK, dove dirige le campagne per brand internazionali come Suzuki, IBM, Canon e Wella. Nel 1992 entra in Bates Italia come executive creative director per le sedi di Milano e Roma. Qui rimane per ben 8 anni, pdove sviluppa campagne pubblicitarie in diversi settori merceologici: dal food con Twinings, Parmalat e Ferrero all'automotive con Nissan, Subaru e Seat, passando per Farmindustria, Deutsche Bank e Roche.
Nel 2000 apre la sua agenzia in società con Daniela Greco e Gianfranco Riccio denominata casiraghi greco&.
Cesare Casiraghi è il creativo che ha inventato la campagna pubblicitaria della “zucca” che ha lanciato ING Direct e il suo Conto Arancio in Italia.
Tra le altre case history nel settore bancario si annoverano la campagna pubblicitaria Che Banca! e Genialloyd, con cui si aggiudica il Premio Pubblicità e Successo 2006/2007.
Nel 2014 casiraghi greco& è incaricata dal produttore di calzature Pittarello Rosso di studiare una campagna pubblicitaria per affermare il brand a livello nazionale. Allo scopo Cesare Casiraghi inventa uno spot con testimonial Simona Ventura. 

## I premi
Premiato con il Leone d'Argento al Festival internazionale della creatività di Cannes per la campagna degli stuzzicadenti Samurai e con il 1º premio Assoluto Anipa per lo spot Boffi, nel suo palmares può contare anche 15 tra ori, argenti e bronzi conferiti dall'Art Directors Club e numerose nomination a premi nazionali e internazionali, come il premio pubblicitario italiano Mediastars.
Grazie alle campagne pubblicitarie per Conto Arancio di ING Direct si è aggiudicato numerosi premi, tra cui il Key Award, il Radio Festival nel 2012 e la 14ª edizione del premio Pubblicità & Successo.
Nel computo dei riconoscimenti va considerato che casiraghi greco&, per scelta aziendale, ha poi deciso di non iscrivere più le proprie campagne ai Premi della pubblicità.